# Klobuky
Obec Klobuky se nachází 10 km severozápadně od Slaného v okrese Kladno, kraj Středočeský. Administrativními součástmi obce Klobuky jsou vsi Čeradice, Kobylníky, Kokovice a Páleček. Žije zde přibližně 1 000 obyvatel. Obec na severozápadě hraničí katastrálním územím Kokovice s okresem Louny, potažsmo s Ústeckým krajem. Do obce je autobusové a vlakové spojení.

## Historie
Výraz klobuk či klobouk značil ve staré češtině původně vysoký, špičatý vrch, homoli nebo i jakýkoliv jiný výškově orientovaný útvar. Oblast Klobucka byla zřejmě osídlena od starší doby bronzové (přelom 3. a 2. tis před Kr.), což dokládají archeologické nálezy zejména z přelomu 19. a 20. století – mladší doba kamenná, doba železná, období slovanské. V prostoru obce byla nalezena volutová, únětická a laténská keramika a odkryly se hroby s výbavou z doby keltské: bronzové náramky a zbraně.
První písemná zmínka o obci pochází z roku 1226, kdy se připomíná v majetku doksanského kláštera. Později stávala v obci v místech současného domu č.p. 1 tvrz. V době, kdy město Slaný přijímalo podobojí, se také Klobuky staly kališnickými. Obrátit Klobucké k víře katolické se podařilo až roku 1669. Intenzivní hospodářský a kulturní rozvoj zaznamenala obec v druhé polovině 19. století díky ekonomické dominantě oblasti, cukrovaru, který byl založen jako akciová společnost místních podílníků.

### Územněsprávní začlenění
Dějiny územněsprávního začleňování zahrnují období od roku 1850 do současnosti. V chronologickém přehledu je uvedena územně administrativní příslušnost obce v roce, kdy ke změně došlo:
- 1850 země česká, kraj Praha, politický i soudní okres Slaný[4]
- 1855 země česká, kraj Praha, soudní okres Slaný[4]
- 1868 země česká, politický i soudní okres Slaný[4]
- 1939 země česká, Oberlandrat Kladno, politický i soudní okres Slaný[5]
- 1942 země česká, Oberlandrat Praha, politický i soudní okres Slaný[6]
- 1945 země česká, správní i soudní okres Slaný[7]
- 1949 Pražský kraj, okres Slaný[8]
- 1960 Středočeský kraj, okres Kladno[9]

### Rok 1932
Ve vsi Klobuky v Čechách (817 obyvatel, poštovní úřad, telegrafní úřad, telefonní úřad, četnická stanice, katol. kostel, sbor dobrovolných hasičů) byly v roce 1932 evidovány tyto živnosti a obchody: lékař, zubní lékař, biograf Zdar, výroba cementového zboží, 3 cihelny, cukrovar, drogerie, obchod s dřívím, družstvo pro rozvod elektrické energie v Klobukách, 2 holiči, 5 hostinců, klempíř, knihař, kolář, konsum Včela, kovář, 3 krejčí, malíř pokojů, 2 mlýny, 4 obuvníci, 2 pekaři, pokrývač, předtiskárna, 5 rolníků, 3 řezníci, sadař, sladovna, 3 obchody se smíšeným zbožím, spořitelní a záložní spolek pro Klobuky, obchod se střižním zbožím, tesařský mistr, 4 trafiky, 3 truhláři, 2 zahradníci, 2 zámečníci, zednický mistr, 2 obchody se zemskými plodinami.
V obci Čeradice (230 obyvatel, samostatná obec se později stala součástí Klobuk) byly v roce 1932 evidovány tyto živnosti a obchody: 2 hostince, krejčí, 3 rolníci, mlýn, 2 obchody se smíšeným zbožím, trafika.
V obci Kokovice (270 obyvatel, samostatná obec se později stala součástí Klobuk) byly v roce 1932 evidovány tyto živnosti a obchody: 2 hostince, kolář, kovář, mlýn, 3 obchody se smíšeným zbožím, trafika, velkostatek Metropolitní kapituly sv. Víta.
V obci Páleček (259 obyvatel, samostatná obec se později stala součástí Klobuk) byly v roce 1932 evidovány tyto živnosti a obchody: družstvo pro rozvod elektrické energie v  Pálečku, 2 hostince, kolář, kovář, krejčí, obuvník, 2 rolníci, řezník, obchod se smíšeným zbožím, spořitelní a záložní spolek v Pálečku, trafika.

## Geografie
V katastrálním území obce ústí Skalský potok do Žerotínského potoka a ten do Zlonického potoka. Na Zlonickém potoce tu leží rybník Benjamín.

## Památky a zajímavosti
- Barokní kostel sv. Vavřince v Klobukách
- Menhir Kamenný pastýř nebo také Kamenný muž
- Přírodní památka Bohouškova skalka
- Lípa Svatopluka Čecha, památný strom

## Pověsti
Vypráví se, že pokaždé, když vyzvánějí v kostele sv. Vavřince v Klobukách (někdy se mluví o jednom roce), Zkamenělý pastýř postoupí o krok (případně „o špendlíkovou hlavičku“) směrem ke kostelu. Až k němu dojde, má nastat konec světa. Podle jedné z variant pověsti se však při vyzvánění v protějších Kokovicích kámen zase o krok vrací. Zajímavé je, že v době slunovratu byla prováděna měření, podle kterých byly v tento den údajně zaznamenány výkyvy geomagnetického pole. I v současnuti se objevují novodobé pověsti o magickém působení menhiru (strhávajícím volant, ovlivňujícím zdraví, např. počet tepů, vábícím mimozemšťany atd.). Dle pověsti se pod menhirem také nachází "podzemní jezero", tedy zřejmě zdroj pro nedaleký pramen v obci.

## Osobnosti

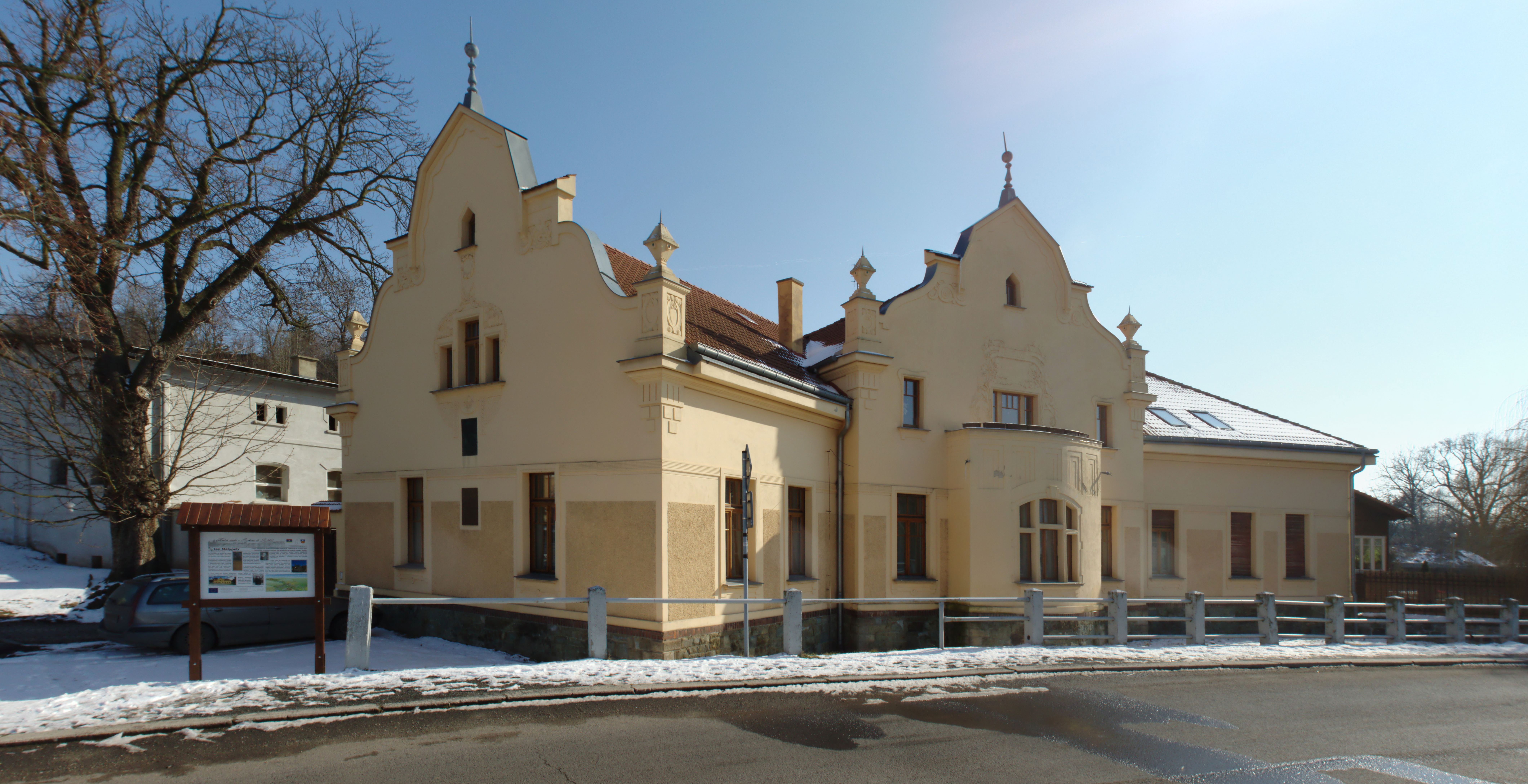
Dům Jana Malypetra

V Klobukách sídlil rod Malypetrů, jehož proslavily dvě významné osobnosti, jež bývají někdy zaměňovány: Jan Malypetr, v dobových dokumentech uváděný zpravidla jako Jan Malýpetr (1815–1899), a jeho synovec Jan Malypetr (1873–1947). První jmenovaný byl jedním ze zakladatelů tělovýchovy v Čechách. Jeho synovec, také Jan Malypetr, byl významným prvorepublikovým politikem, který se začal aktivně o věci veřejné starat jako člen zastupitelstva obce Klobuky. Za čas se stal starostou obce a posléze přijal funkci okresního starosty ve Slaném. Se vznikem Československa se Malypetr stal poslancem revolučního Národního shromáždění, po volbách v roce 1920 svůj poslanecký mandát obhájil a poslancem Národního shromáždění za agrární stranu byl pak až do roku 1939. Působil jako ministr vnitra v první Švehlově vládě. V parlamentních volbách v roce 1925 pak byl Jan Malypetr jmenován do funkce předsedy poslanecké sněmovny Národního shromáždění a roku 1932 převzal úřad předsedy vlády, který spravoval do 5. listopadu 1935, kdy jej vystřídal M. Hodža.
Po deset let (1899 až 1909) v Klobukách jako farář působil a o výstavbu zdejší fary se zasloužil spisovatel Jindřich Šimon Baar (1869–1925). Ve zdejším cukrovaru též jako chemik pracoval slovenský básník Ivan Krasko (1876–1958). Z nedalekých Kokovic pochází Antonín Bernášek, který psal pod pseudonymem Karel Toman (1877–1946). Jeho notoricky známou básní (z Měsíců) je Září:
| „ | Můj bratr dooral a vypřáh' koně. A jak se stmívá, věrnému druhu hlavu do hřívy položil tiše, pohladil mu šíji a zaposlouchal se, co mluví kraj. Zní zvony z dálky tichým svatvečerem; modlitba vesnic stoupá chladným šerem. Duch země zpívá: úzkost, víra, bolest v jediný chorál slily se a letí k věčnému nebi. Svatý Václave, nedej zahynouti nám ni budoucím. | “ |

S obcí byl také srdcem spojen český básník, spisovatel a prozaik Svatopluk Čech (1846–1908), který se proslavil fantastickými příběhy pana Broučka. V Klobukách totiž nalezl svoji první velkou lásku. Říká se, že na svoji milou čekával po lipou, jež se stala inspirací pro jeho skladbu Ve stínu lípy.
V Kobylníkách se narodil divizní generál Rudolf Bulandr (1896–1967), československý legionář, příslušník československé zahraniční armády, politický vězeň komunistického režimu.

## Doprava
- Silniční doprava – Obcí vede silnice II/237 v úseku Rakovník – Nové Strašecí – Mšec – Klobuky – Peruc – Libochovice – Třebenice. Ve vzdálenosti 2,5 km vede silnice I/7 Praha – Chomutov.
- Železniční doprava – Obec Klobuky leží na železniční trati 110 z Kralup nad Vltavou a Slaného do Loun. Jedná se o jednokolejnou celostátní trať, doprava byla v úseku Podlešín – Louny zahájena v roce 1873. Přepravní zatížení trati mezi Slaným a Louny v pracovních dnech roku 2011 bylo obousměrně 1 spěšný a 10 osobních vlaků.[14] Na území obce leží mezilehlá železniční stanice Klobuky v Čechách a mezilehlá železniční zastávka Páleček.
- Autobusová doprava – V obci měly v červnu 2011 zastávky autobusové linky Slaný-Klobuky-Panenský Týnec (4 spoje tam i zpět) a Slaný-Klobuky-Vraný (5 spojů tam, 4 spoje zpět) (dopravce ČSAD Slaný, a.s.).[15]

## Galerie

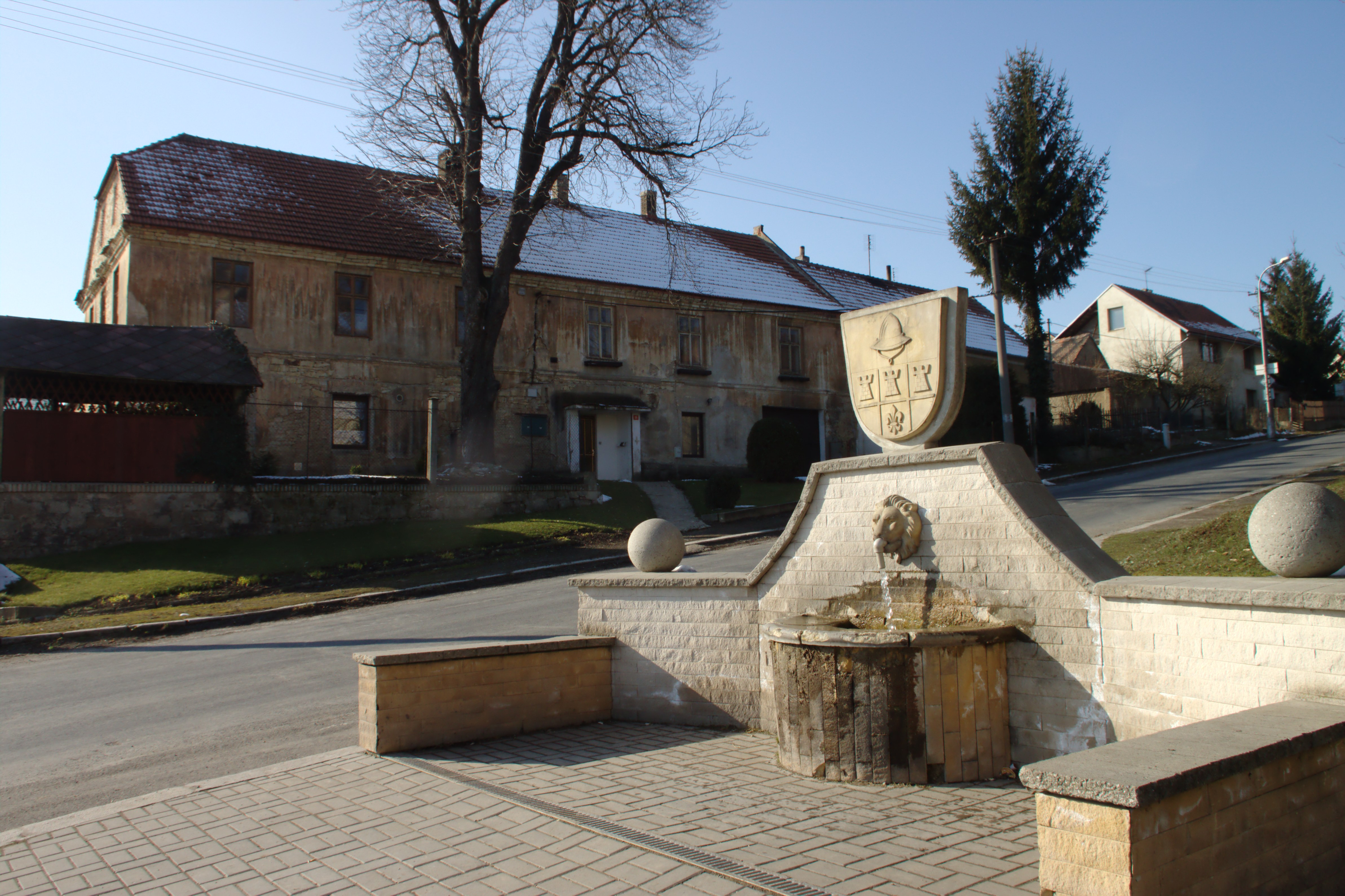
Kašna na návsi
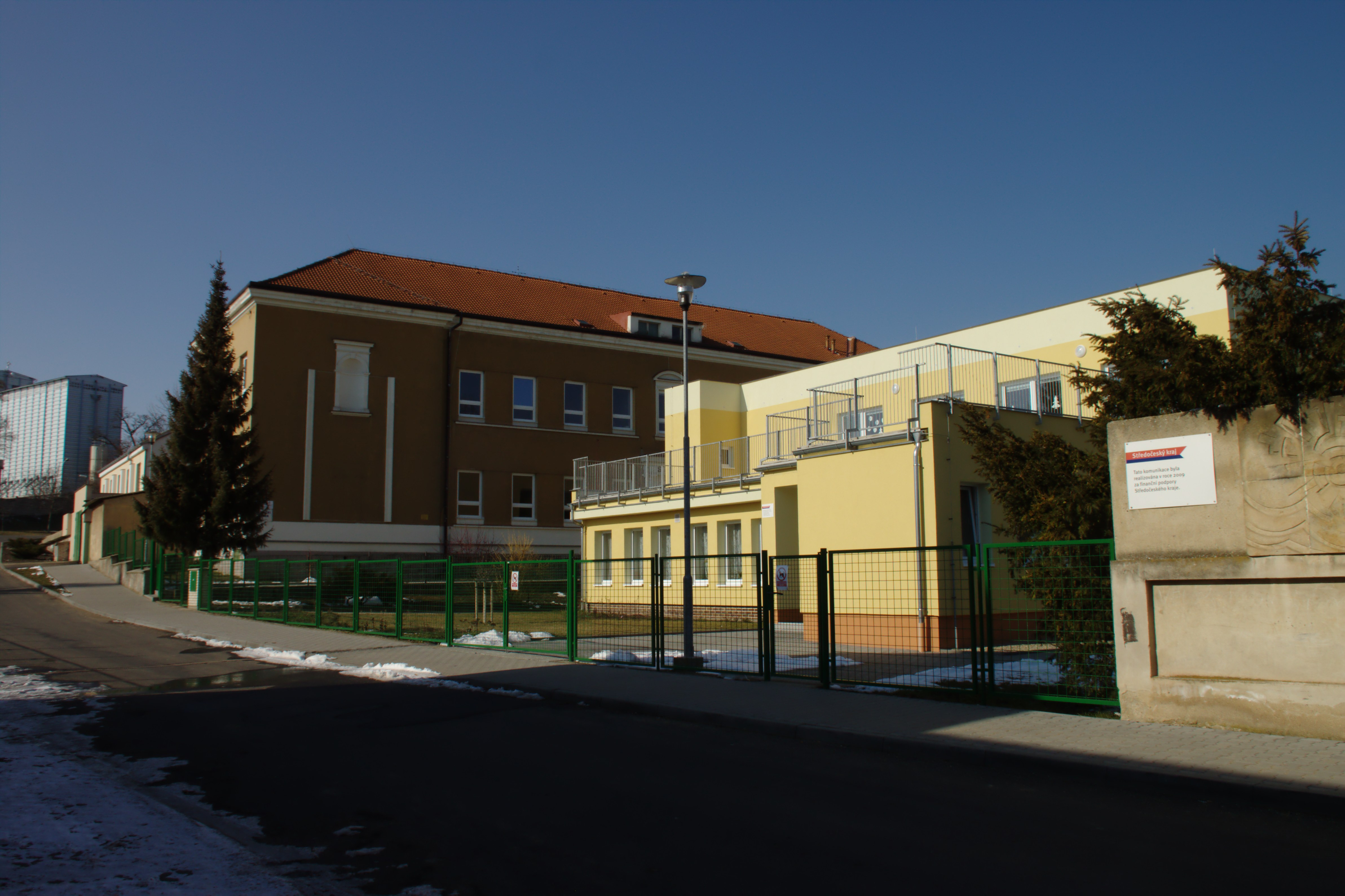
Základní škola